# 北山龍屬 (蜥臀目)

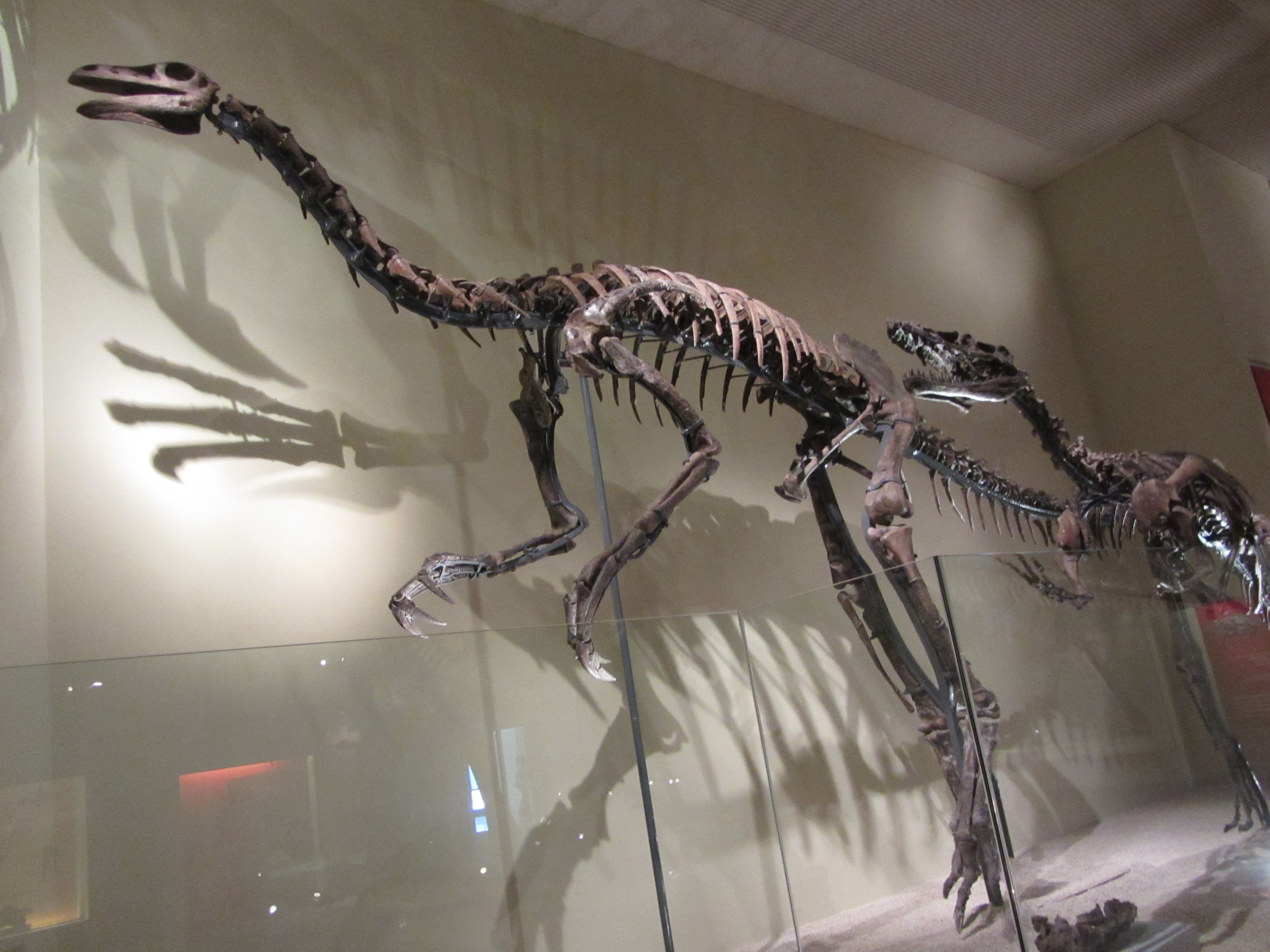
巨大北山龍（較大者）與白魔雄關龍（較小者）的骨架模型

北山龍屬（學名：Beishanlong）是似鳥龍下目恐龍的一屬，生存於白堊紀早期的中國。

## 發現與命名
目前已發現三個化石，發現於中國甘肅省北山山脈。模式種是巨大北山龍（B. grandis），是由中國與美國科學家所共同研究、發表，論文在2009年發表於網路，正式發表是在2010年。屬名是以北山山脈為名，種名在拉丁文意為「巨大」，意指北山龍的巨大體型。
北山龍的化石發現於新民堡群，地質年代為阿普第階到阿爾比階之間，約1億2500萬年前。正模標本（編號FRDC-GS GJ (06) 01-18）是在2006年被發現，是一個部分骨骼，缺乏頭顱骨。副模標本是在2007年被發現，一個是後肢骨頭，另一個則是兩塊恥骨。在1999年發現的腳掌骨頭，目前被暫時性歸類於北山龍。

## 敘述
在2010年，葛瑞格利·保羅估計北山龍的身長約7公尺，體重約550公斤；而最大型的似雞龍個體，身長約是8公尺長。北山龍是種大型似鳥龍類恐龍，而正模標本還在成長中，所以會成長至更大體型。而最初研究則根據66公分長的股骨，推測北山龍的體重約626公斤。根據骨頭組織學研究，脛骨有13或14個成長環，顯示這些化石是亞成年個體，而且成長速率相當穩定。
北山龍的體型相當粗壯。前肢、後肢長。與後期近親相比，北山龍沒有修長的手掌、腳掌、指爪等特徵。

## 分類
北山龍是種基礎型似鳥龍類恐龍。北山龍是似鳥身女妖龍的近親，兩者共組一個演化支，較似金翅鳥龍原始。

## 外部連結
- "Field Museum palaeontologist leads study on two new dinosaurs from China"Archive.today的存檔，存档日期2012-12-08 ScienceCentric.com